# Pteromys
Pteromys is een geslacht van zoogdieren uit de familie van de eekhoorns (Sciuridae). De wetenschappelijke naam van het geslacht werd in 1800 gepubliceerd door Georges Cuvier.

## Soorten
Er worden 2 soorten in dit geslacht geplaatst:
- Pteromys momonga Temminck, 1844
- Pteromys volans (Linnaeus, 1758) – Gewone vliegende eekhoorn